# Porsche Holding
Porsche Holding GmbH är ett internationellt holdingbolag inriktat på bilindustrin med säte i Salzburg, Österrike. Företaget grundades 1947 och ägs till 100 % av familjerna Piëch och Porsche, ättlingar till Ferdinand Porsche (ingenjören bakom den första Porschen och Volkswagen Typ 1 (Bubblan)).

## Ägarstruktur
| Andel  | Ägare                                |
| ------ | ------------------------------------ |
| 10,0 % | Louise Piëch Privata stiftelse       |
| 10,0 % | Louise Daxer-Piëch                   |
| 10,0 % | Ernst Piëch Privata stiftelse        |
| 10,0 % | Hans Michel Piëch                    |
| 10,0 % | Ferdinand Piëch                      |
| 12,5 % | Familjen Gerhard Porsche             |
| 12,5 % | Familjen Hans-Peter Porsche          |
| 12,5 % | Familjen Wolfgang Porsche            |
| 12,5 % | Familjen Ferdinand Alexander Porsche |

## Företag som ingår i Porsche Holding
- Porsche
- Volkswagen
- Audi
- Seat
- Škoda
- Bentley
- Lamborghini
- Bugatti
- Scania
- MAN